# Pour les beaux yeux de Mary

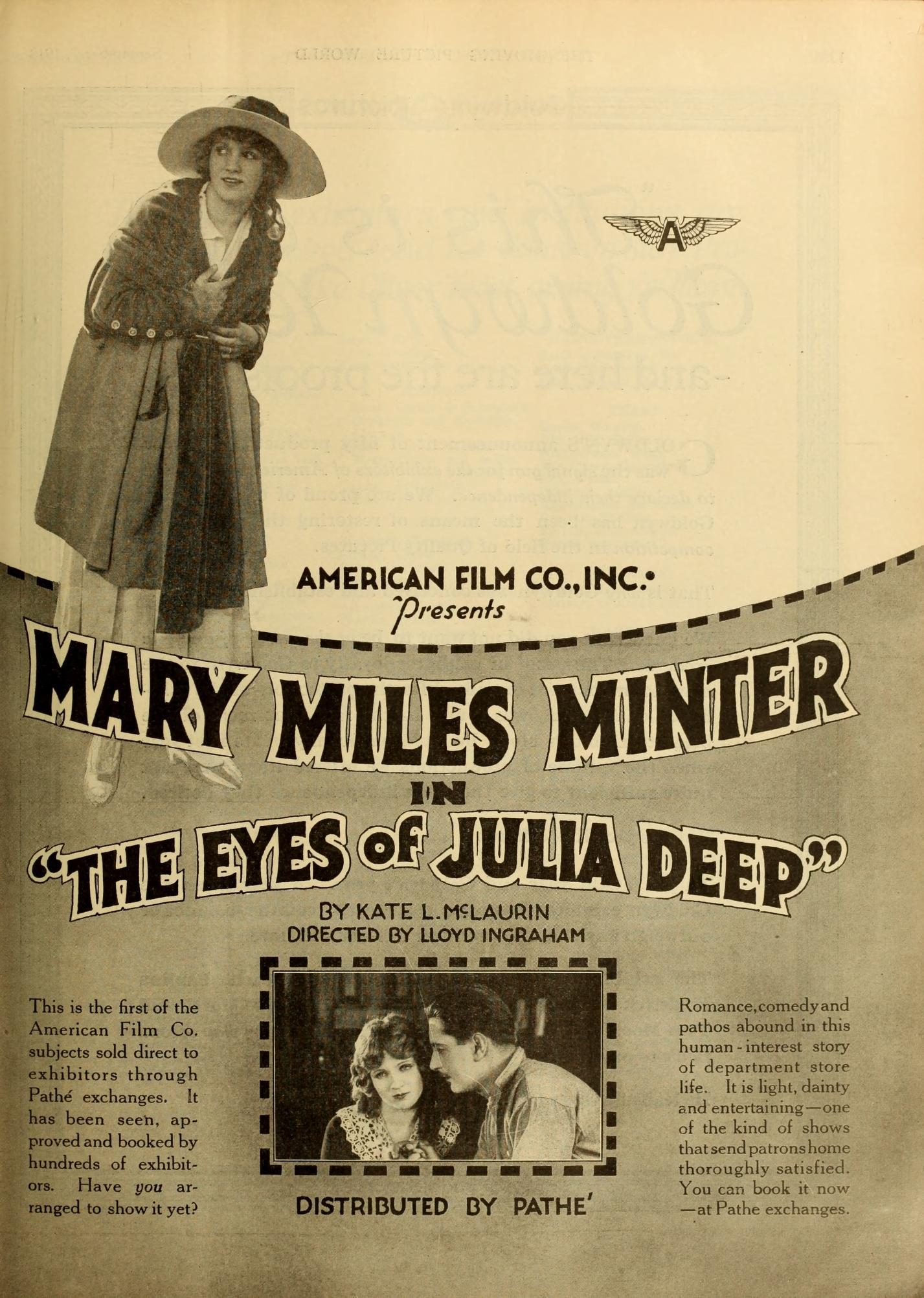
The Eyes of Julia Deep (1918)

Pour les beaux yeux de Mary (The Eyes of Julia Deep) est un film muet américain réalisé par Lloyd Ingraham et sorti en 1918.

## Fiche technique
- Titre original : The Eyes of Julia Deep
- Réalisation : Lloyd Ingraham
- Scénario : Elizabeth Mahoney, d'après une histoire de Kate L. McLaurin
- Photographie : Frank Urson
- Durée : 57 minutes
- Date de sortie :
  - États-Unis : août 1918

## Distribution
- Mary Miles Minter : Julia Deep
- Allan Forrest : Terry Hartridge
- Alice Wilson : Lottie Driscoll
- George Periolat : Timothy Black
- Ida Easthope : Mrs Turner
- Eugenie Besserer : Mrs Lowe
- Carl Stockdale : Simon Plummet
- Louise Emmons